# Ambaca
Ambaca és un municipi de la província de Kwanza-Nord. Té una extensió de 3.080 km² i 60.835 habitants. Comprèn les comunes d'Ambaca, Bindo, Luinga, Maua i Tango. Limita al nord amb els municipis de Negaje i Puri, a l'est amb els Cangola i Calandula, al sud amb els de Samba Cajú i Quiculungo, i a l'oest amb els de Bolongongo i Quitexe.